# Germarostes nigerrimus
Germarostes nigerrimus är en skalbaggsart som beskrevs av Blanchard 1846. Germarostes nigerrimus ingår i släktet Germarostes och familjen Hybosoridae. Inga underarter finns listade i Catalogue of Life.